# Conjugación de verbos auxiliares en catalán
Véase el artículo principal sobre Gramática del catalán.
La siguiente tabla muestra la conjugación de verbos auxiliares en catalán.
|                           | ésser/esser/ser (ser)                                                                             | estar (estar) | haver (tener, deber) | anar (ir) |
| ------------------------- | ------------------------------------------------------------------------------------------------- | --- | --- | --- |
| Presente indicativo       | so(c)/som ets/eres és som sou són                                                                 | estic estàs està estem esteu estan | he/haig has ha hem/havem heu/haveu han                                                                                                   | vaig vas va anem aneu van |
| Imperfecto indicativo     | era eres era érem éreu eren                                                                       | estava estaves estava estàvem estaveu estaven | havia havies havia havíem havíeu havien                                                                                                  | anava anaves anava anàvem anàveu anaven |
| Futuro                    | seré seràs serà serem sereu seran                                                                 | estaré estaras estarà estarem estareu estaran | hauré hauràs haurà haurem haureu hauran                                                                                                  | aniré aniràs anirà anirem anireu aniran |
| Pretérito perfecto simple | fui fores fou/fon fórem fóreu foren                                                               | estiguí estigueres estigué estiguérem estiguéreu estigueren | haguí hagueres hagué haguérem haguéreu hagueren                                                                                          | aní anares anà anàrem anàreu anaren |
| Presente subjuntivo       | sigui/siga siguis/sigues sigui/siga siguem/sigam sigueu/sigau siguin/siguen                       | estigui/estiga estiguis/estigues estigui/estiga estiguem estigueu estiguin/estiguen                                                                                              | hagi/haja hagis/hages hagi/haja hàgim/hàgem hàgiu/hàgeu hagin/hagen                                                                      | vagi/vaja vagis/vages vagi/vaja anem/anem aneu/aneu vagin/vagen                                                                                             |
| Imperfecto subjuntivo     | fos/fora fossis/fosses/fores fos/fora fóssim/fóssem/fórem fóssiu/fósseu/fóreu fossin/fossen/foren | estigués/estiguera estiguessis/estiguesses/estigueres estigués/estiguera estiguéssim/estiguéssem/estigueres estiguéssiu/estiguésseu/estiguéreu estiguessin/estiguessen/estigeren | hagués/haguera haguessis/haguesses/hagueres hagués/haguera haguéssim/haguéssem/haguérem haguéssiu/haguésseu/haguéreu haguessin/haguessen | anàs/anés/anara anassis/anessis/anesses/anares anàs/anés/anara anàssim/anéssim/anéssem/anàrem anàssiu/anéssiu/anésseu/anàreu anassin/anessin/anessen/anaren |
| Modo imperativo           | sigues sigui/siga siguem sigueu/sigau siguin/siguen                                               | estigues/està estigui/estiga estiguem estigueu/estau/esteu estiguin/estiguen | – | ves vagi/vaja anem aneu/anau vagin/vagen |
| Gerundio                  | (es)sent                                                                                          | estant | havent | anant |
| Participio                | estat/sigut estada/siguda estats/siguts estades/sigudes                                           | estat estada estats estades | hagut haguda haguts hagudes | anat anada anats ánades |